# Предео изузетних одлика Рајац
Предео изузетних одлика Рајац је планински предео и део планине Сувобор. Заштићено подручје се простире на територији општина Љиг и Горњи Милановац, на површини од укупно 1.771,58 хектара. Предео изузетних одлика Рајац је 65,07% у приватној својини, 30,51% у државној, 2,61% у јавној, 1,46% у црквеној и 0,34% у друштвеној.Просечна надморска висина је од 600 до 849 метара. Простор заузима крајњи источни део комплекса Ваљевских планина.
Сваке године, прве недеље након Петровдана на Рајцу се одржава традиционална манифестација Косидба на Рајцу.

## Одлике
Подручје Рајца је у оквиру еколошки значајног подручја изузетних одлика чији масив одликују крашки облици рељефа са вртачама и увалама. Репрезентативности подручја доприноси 12 истражених подземних облика крашког рељефа - пећина и јама, од којих су најзначајније Велика пећина у Брезацима и Степановића пећина.
Водне појаве представљају реткост и изузетну вредност и бележе се два облика хидролошког наслеђа Србије, Врело Љига и извориште Дичине. Сем њих постоје још два потенцијална хидролошка објекта, водопад Црквине и понорница Степановића пећине.
Садржи природне лепоте, богату флору и фауну и културна и историјска добра. Од флористичких вредности значајно је присуство 75 врста биљака које имају национални или међународни значај. Посебно се истичу дивља орхидеја - смрдљиви каћунак, плаштак и Макграфова жуменица.
Од вегетацијских вредности на подручју су највредније, а уједно и најзаступљеније шуме брдске букве, као и шуме сладуна и цера у мањем обиму.
На овом подручју, у Великој пећини у Брезацима је први пут забележена нова врста тврдокрилца за науку и још три нове врсте тврдокрилаца за фауну инсеката у Србији. Од 81. врсте птица колико их обитава на подручју од којих је 65 строго заштићено, као што су сури орао, сива ветрушка, планински зујавац...

## Категорија заштићеног подручја
На основу предлога Министарства заштите животне средине, Завод за заштиту природе Србије је донео одлуку 2. јула 2019. о Пределу изузетних одлика Рајац и заштити природног подручја друге категорије.
На заштићеном подручју су утврђени режими заштите првог, другог и трећег степена.